# Осташков
Оста́шков — город (с 24 июля 1772) в России, административный центр Осташковского городского округа Тверской области.
Население — 16 674 чел. (2021).

## География
Город расположен на берегу южной части озера Селигер — одного из важнейших туристических районов Тверской области, в 190 км от Твери.

## История

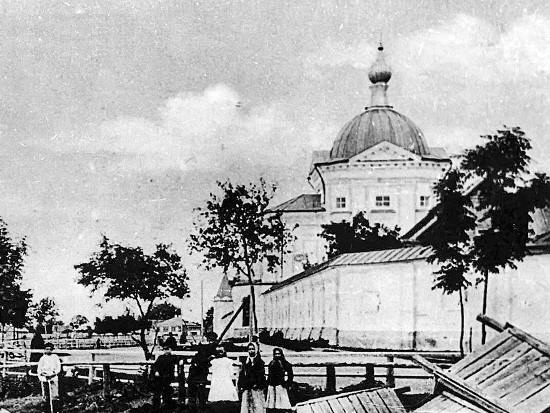
Тихвинская церковь в начале XX века

Осташков известен с XIV века. В частности, в грамоте литовского князя Ольгерда к константинопольскому патриарху Филофею, датированной 1371 годом, упоминался Кличень, как пограничный литовский городок, захваченный Великим княжеством Московским. Город располагался на одноимённом острове на Селигере. Кличен также фигурировал в «Списке русских городов дальних и ближних». В 1393 году Кличен был захвачен и сожжён новгородцами. Согласно другой версии[какой?], в летописных источниках отражён набег на другое поселение с названием Кличен. По местной легенде, после разгрома городка уцелел единственный житель Кличена, рыбак Евстафий (Осташко), который перебрался на соседний полуостров южнее Кличена — по имени рыбака город и получил своё название.
В XV—XVIII веках Кличен-Осташков был центром Кличанской волости, относившейся к Ржевскому княжеству и Ржевскому уезду. Поселение состояло из двух слобод (развившихся из деревень), с 1565 года принадлежавших Иосифо-Волоцкому монастырю и московскому митрополиту. Одна из слобод называлась Тимофеевской, согласно местной же легенде, по имени поселенца, якобы основавшего своё поселение рядом с Евстафием-Осташко. В 1587 году, ввиду близости к тогдашней границе между Русью и великим княжеством Литовским, в Осташковских слободах была возведена крепость в виде острога, а также посажен воевода. В 1610 году, во время Смуты поляки не смогли взять городские укрепления, однако значительно опустошили окрестности. После окончания Смутного времени рост Осташкова увеличился, появилось новое поселение — Струговище (на её месте находится Знаменский монастырь). В 1626 году (не без помощи жителей Ржева и Зубцова) крепость Осташкова была возведена заново как рубленый город. В 1651—1653 годах она была перестроена и просуществовала до 1676 года, когда была уничтожена пожаром. Третья крепость, построенная под руководством зодчего Никиты Толбузина, простояла до опустошительного пожара в 1711 году и больше не восстанавливалась. Уже к концу XVII века Осташков был большим бурно развивающимся поселением с ростом численности населения и набиравшей обороты торговлей (включая трансграничной: с Польшей и Литвой). Жители занимались рыбной ловлей (добытая рыба обменивалась на хлеб и необходимые товары), кузнечным, сапожным делом, кроме того, в городе работали золотых дел мастера, столяры, резчики по дереву, чеканщики, живописцы (в частности, расписывавшие интерьеры церквей и соборов) и часовщики.
В правление Петра I всё более и более активную роль в политической жизни и в общественном укладе города (как и по всей стране) играет купечество. Началом XVIII века датируется первый каменный дом Осташкова, по местному преданию, считающийся бывшей резиденцией воеводы, но с большей вероятностью здание изначально было построено в качестве купеческого особняка. Значительно изменился Осташков в 1770-е годы. В 1767 годы новгородский генерал-губернатор, граф Яков Сиверс, будучи в подведомственной поездке по подведомственным ему землям, был сильно впечатлён Осташковым и написал Екатерине II письмо, где положительно характеризует его, в частности, следующим образом: «…один почерк Вашего пера сделает из него вскоре значительный город». Уже в 1770 году Иваном Старовым был составлен генеральный план Осташкова (для которого он стал первым крупным градостроительным проектом), утверждённый императрицей, а в 1772 году Осташков получает статус города. После этого Осташков начинает застраиваться «на европейский манер», в частности по т.н. «образцовым» (типовым) проектам. Дома второй половины XVIII века и сейчас составляют существенную часть жилого фонда города. В 1772—1775 годах Осташковская слобода (а затем город Осташков) была центром Осташковского уезда Тверской провинции Новгородского наместничества, образованного из части земель Ржевского уезда. В 1775 году город и уезд были переданы в состав Тверского наместничества (с 1776 — Тверская губерния). При перепланировке уездных городов в XVIII веке именно новая планировка Осташкова была взята за образцовую для прочих уездных городов Российской империи (как в 1763 году новая регулярная планировка Твери была признана за эталонную для губернских городов). В 1780-х годах в Осташкове проживало 42 живописца, привлекавшихся для росписи храмов в том числе в Москву и Петербург, а также в Ростов Великий, Новгород и т. д.
В начале-середине XIX века Осташков считался передовым уездным городом, так как там появились одними из первых в России больница, народные и духовные училища, библиотека, театр, бульвары, воспитательный дом,  училище для девиц (открытое в 1839 году), городской сад и духовой оркестр, мощённые булыжником улицы, добровольная общественная пожарная команда. Практически всё население города было грамотным. В 1820 году город посетил Александр I. Однако начиная с 1860-х годов, город начинает беднеть и уже в конце того же столетия город приходит в упадок. Угасает и мастерство осташковских строителей и других ремесленников.
В своё время Осташков был крупным центром производства рыбацких бахил, широко известные за пределами Тверской губернии под названием «осташи».
В 1929—1935 гг. Осташков входил в состав Западной области РСФСР, с 1935-го по 1990 годы — Калининской области.
В годы Великой Отечественной войны город не был оккупирован немецко-фашистскими войсками, но до 1943 года находился в непосредственной близости от линии фронта. На подступах к городу оборону держали партизаны. Снабжение фронта и города было возложено на озёрную флотилию. Корабли и город подвергались постоянным бомбардировкам со стороны люфтваффе. В октябре 1941, после захвата немцами деревни Селижарово, корабли были заведены в реку Крапивня, замаскированы и подготовлены к подрыву. Однако наступление немцев на Осташков удалось отбить. Весной 1942 во время ледохода и весеннего половодья, корабли флотилии были едва не раздавлены льдами. В ходе следующей навигации использовались маршруты, которые раньше считались несудоходными. В городе работали электростанция, госпитали, хлебозавод и мастерские. Кожевенный завод был эвакуирован в Казахстан. Все освободившиеся помещения были использованы в качестве складов. В январе 1943 года линия фронта была отведена далеко от города. К тому времени все эвакуированные предприятия вернулись в Осташков.
В послевоенное время Осташков начал застраиваться многоэтажными домами, кроме того были возведены новое здание гостиницы, магазины, а также был облагоустроен участок набережной. 12 января 1965 года был воссоздан Селижаровский район. К началу 1980-х был разработан новый генеральный план города, согласно которому новый административный центр предполагалось разместить за пределами старого города, между железнодорожным вокзалом и побережьем Селигера. Одновременно начала проводиться реставрация ряда памятников и реконструкция общей застройки XVIII-XIX веков.

Планы Осташкова в XVIII-XIX вв.
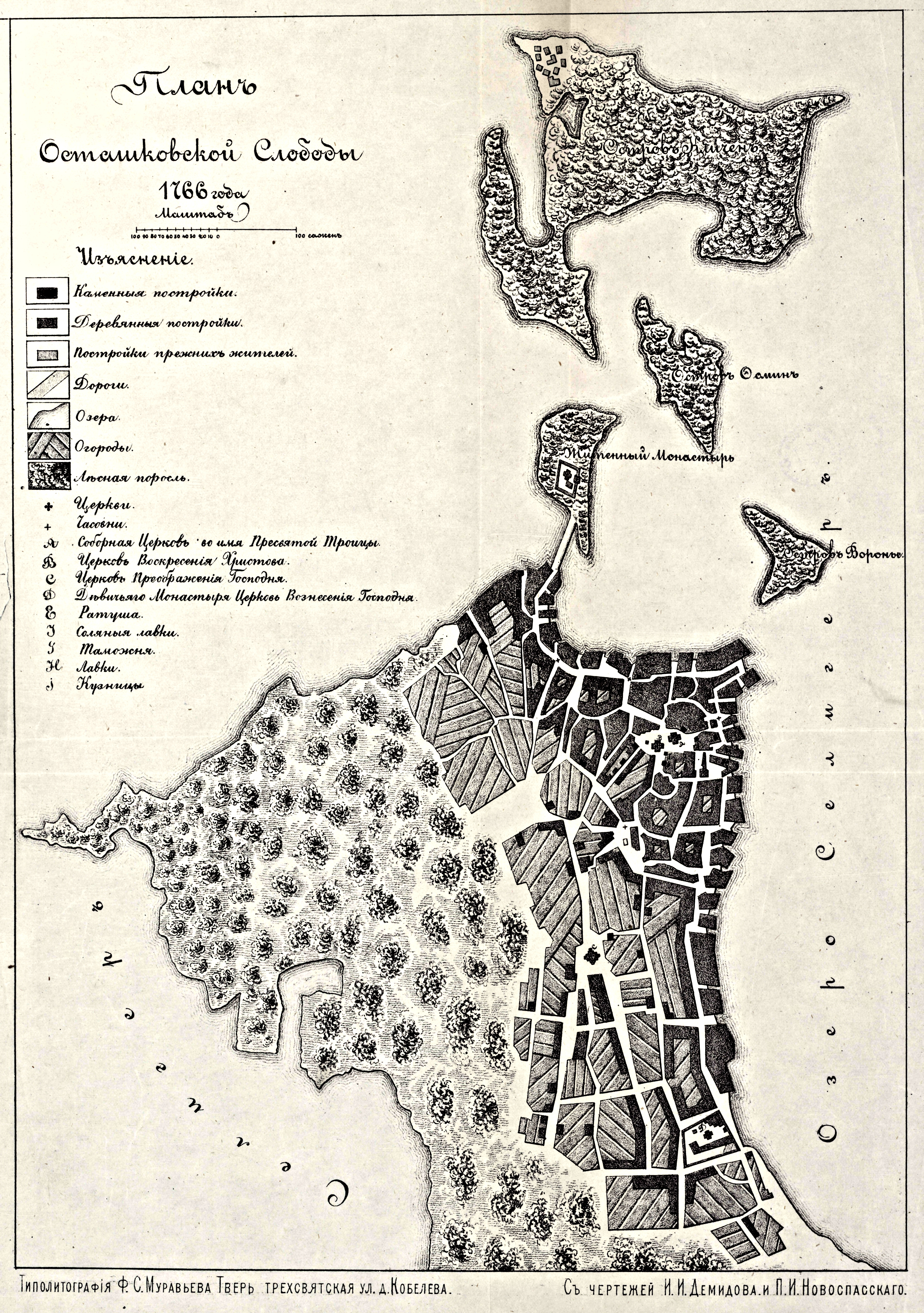
План Осташковской слободы в 1766 году с чертежей Н. И. Демидова и П. И. Новоспасского
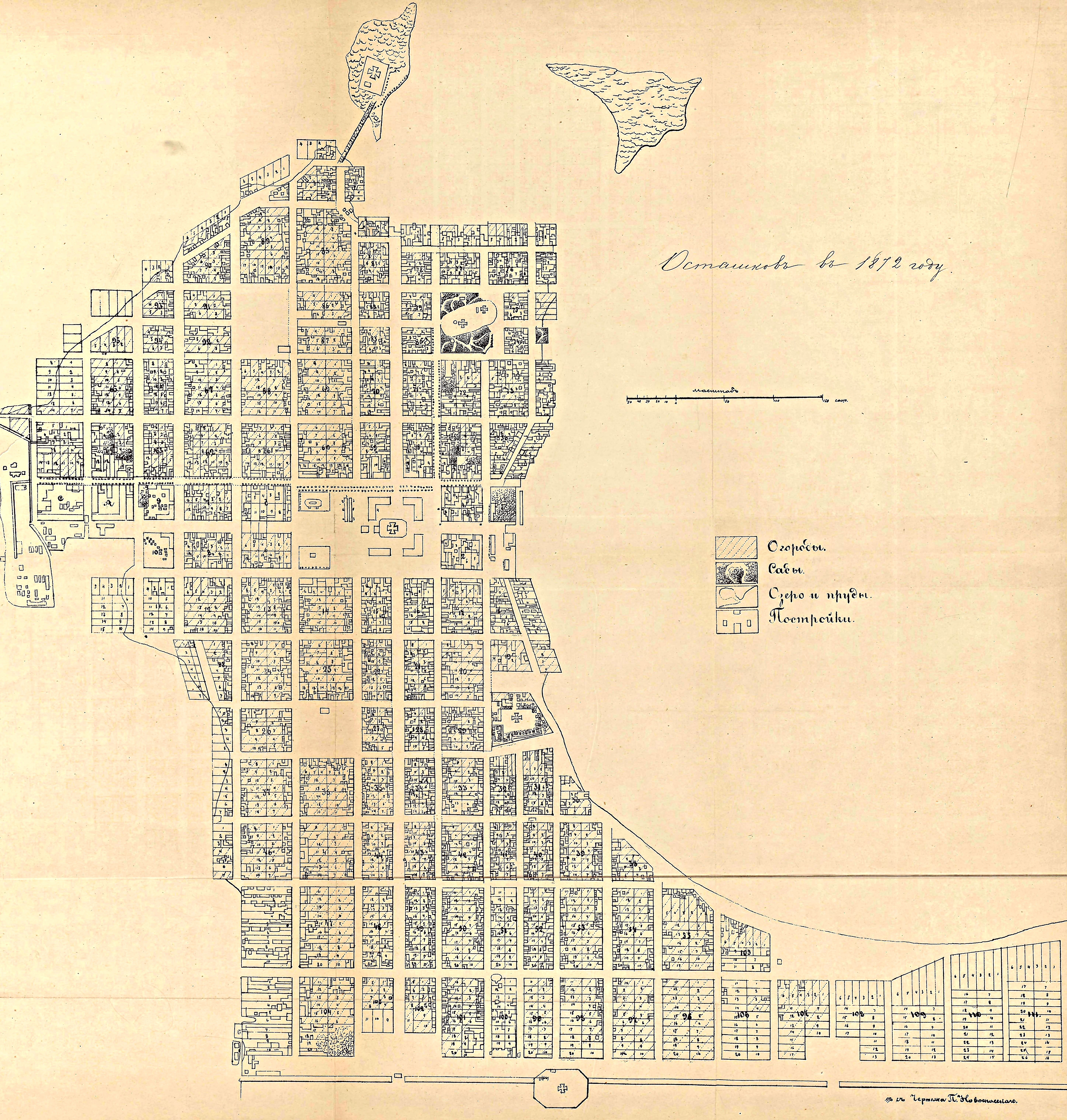
План Осташкова в 1872 году с чертежа П. Новоспасского

## Население
| 1825    | 1833    | 1840    | 1847    | 1856    | 1859    | 1863    | 1867    | 1870    | 1885    | 1897    | 1910    | 1917    |
| ------- | ------- | ------- | ------- | ------- | ------- | ------- | ------- | ------- | ------- | ------- | ------- | ------- |
| 7852    | ↘7344   | ↗10 502 | ↘8699   | ↗9163   | ↗9982   | ↗10 488 | ↘9233   | ↗10 806 | ↗11 592 | ↘10 445 | ↗10 736 | ↗12 472 |
| 1920    | 1923    | 1926    | 1931    | 1937    | 1939    | 1959    | 1967    | 1970    | 1979    | 1989    | 1992    | 1996    |
| ↘9170   | ↗10 421 | ↗12 900 | ↗13 100 | ↗19 158 | ↘19 003 | ↗19 542 | ↗21 000 | ↗23 419 | ↗24 380 | ↗27 401 | ↘26 800 | ↘23 500 |
| 1998    | 2000    | 2001    | 2002    | 2003    | 2005    | 2006    | 2007    | 2008    | 2009    | 2010    | 2011    | 2012    |
| ↘23 100 | ↘22 100 | ↘21 700 | ↘20 660 | ↗20 700 | ↘20 000 | ↘19 700 | ↘19 400 | ↘19 200 | ↘18 955 | ↘18 088 | ↗18 100 | ↘17 724 |
| 2013    | 2014    | 2015    | 2016    | 2017    | 2018    | 2019    | 2020    | 2021    |         |         |         |         |
| ↘17 321 | ↘17 109 | ↘16 837 | ↘16 597 | ↘16 318 | ↘15 981 | ↘15 666 | ↘15 384 | ↗16 674 |         |         |         |         |

На 1 января 2025 года по численности населения город находился на 749-м месте из 1124 городов Российской Федерации.
По итогам переписи населения 2020 года проживали следующие национальности (национальности менее 0,1 % и другое, см. в сноске к строке «Другие»):
| Национальность | Численность, чел. | Доля     |
| -------------- | ----------------- | -------- |
| Русские        | 15 011            | 90,03 %  |
| Украинцы       | 59                | 0,35 %   |
| Азербайджанцы  | 47                | 0,28 %   |
| Таджики        | 23                | 0,14 %   |
| Другие         | 1534              | 9,20 %   |
| Итого          | 16 674            | 100,00 % |

## Климат
- Среднегодовая температура воздуха — 4,5 °C
- Средняя скорость ветра — 3,0 м/с

| Показатель                              | Янв.  | Фев.  | Март | Апр. | Май  | Июнь | Июль | Авг. | Сен. | Окт. | Нояб. | Дек. | Год |
| --------------------------------------- | ----- | ----- | ---- | ---- | ---- | ---- | ---- | ---- | ---- | ---- | ----- | ---- | --- |
| Средний суточный максимум, °C           | −5,7  | −4,4  | 1,6  | 9,6  | 17   | 20,5 | 22,5 | 20,6 | 14,6 | 7,7  | 0,8   | −3,7 | 8,4 |
| Средняя температура, °C                 | −8,6  | −8    | −2,4 | 4,7  | 11,5 | 15,3 | 17,5 | 15,6 | 10,3 | 4,7  | −1,3  | −5,9 | 4,5 |
| Средний суточный минимум, °C            | −11,7 | −11,6 | −6,1 | 0,3  | 6,5  | 10,4 | 12,8 | 11,3 | 6,8  | 2,2  | −3,3  | −8,4 | 0,8 |
| Норма осадков, мм                       | 45    | 34    | 34   | 34   | 58   | 81   | 90   | 83   | 65   | 63   | 51    | 49   | 687 |
| Источник: MSN Weather, climate-data.org |       |       |      |      |      |      |      |      |      |      |       |      |     |

## Культура
- В 2000—2014 годах на территории Осташковского района проводился Всероссийский молодёжный образовательный форум «Селигер».

### Общеобразовательные учреждения
- Муниципальное бюджетное общеобразовательное учреждение «Средняя школа № 1»
- Муниципальное бюджетное общеобразовательное учреждение «Гимназия № 2»
- Муниципальное бюджетное общеобразовательное учреждение «Средняя школа № 3»

### Средние специальные учебные заведения
- ГБПОУ «Осташковский колледж»

### Музеи
В городе расположен Осташковский краеведческий музей, основная экспозиция которого посвящена промыслам и ремеслам Селигерского озерного края и богатой природе Осташковской земли. Является филиалом Тверского государственного объединённого музея. Также работает «Музей забытых вещей и не только».

## Главы города до 1917 г.

### Воеводы и управители Осташкова
| Годы               | Глава города                            |
| ------------------ | --------------------------------------- |
| 1587—1608          | Митрофан Ивков                          |
| до 1613            | Григорий Степанович Ододуров            |
| 1614               | Яков Авксентьевич Дашков                |
| 1614               | Василий Петрович Наумов                 |
| 1615—1616          | Борис Иванович Кокорев-Бархатов         |
| 1616               | Степан Петрович Шатилов (или Шапилов)   |
| 1616               | Василий Туров                           |
| 1617               | Юрий Мусин-Пушкин                       |
| 1618               | Аггей Андреевич Кривский                |
| 1619               | Иван Федосеевич (или Фёдорович) Кутузов |
| 1619               | Лука Сухорусов                          |
| 1621               | князь Богдан Матвеевич Мещерский        |
| 1622               | Гавриил Кузьмич Савин                   |
| 1623               | Матвей Фёдорович Жеребцов               |
| 1624               | Григорий Васильевич Замыцкий            |
| 1626               | Степан Петрович Шатилов                 |
| 1627               | Иван Андреевич Толстой                  |
| 1628-1631 и 1633   | Дружина Владимирович Плещеев            |
| 1632               | Иван Борисович Воронцов                 |
| 1636               | Михаил Григорьевич Якушкин              |
| 1636               | Афанасий Иванович Хотяинцев, каширянин  |
| 1645               | Иван Сурмин                             |
| август 1645—1647   | князь Иван Тимофеевич Моложинский       |
| сентябрь 1647—1649 | Михаил Фёдорович Засецкий               |
| 1649               | Иов Степанович Собакин                  |
| 1651-1653          | Тихон Макарович Карцев                  |
| 1653               | Кирилл Зелёный                          |
| 1654-1655          | Алексей Патрикеев                       |
| 1656 и 1662        | Фёдор Варфоломеевич Торопов             |
| 1658               | Иван Владыкин                           |
| 1663               | князь Андрей Семёнович Шелешпанский     |
| 1665               | Василий Степанович Верещагин            |
| 1668               | Денис Владыкин                          |
| 1670—1673          | Иван Иванович Евреев                    |
| 1676               | Иван Потапов                            |
| 1677 и 1678        | Корнилий Иванович Сурмин                |
| 1684               | Михаил Кузьмич Сурмин                   |
| 1686               | князь Иван Андреевич Шелешпанский       |
| 1689 и 1696        | князь Дмитрий Иванович Мещерский        |
| 1693               | Леонтий Фролович Тяпкин                 |
| 1699               | Василий Иванович Владыкин               |
| 1703               | Даниил Прокофьевич Рагозин              |
| 1707               | Яков Протасьевич Никифоров              |
| 1711               | Фирс Подчертков                         |
| 1715—1719          | Иван Клокачёв                           |
| 1720               | Семён Захарович Козлов                  |
| 1720               | Никифор Исакович Толстой                |
| 1721               | Семён Никитин                           |
| 1723               | князь Степан Мещерский                  |
| 1723 и 1724        | Лазарь Сергеевич Козлов                 |
| 1724               | Фёдор Никифорович Рагозин               |
| 1724               | Наум Евфимов                            |
| 1725               | Иван Тимофеев                           |
| 1727               | Василий Дмитриевич Базыкин              |
| 1729 и 1730        | Константин Тимофеевич Рагозин           |
| 1734               | Никита Григоров                         |
| 1747               | Козьма Ломов                            |
| 1750               | Пётр Михайлович Христофоров             |
| 1751               | Стефан Селеховский                      |
| 1759               | Матвей Фёдорович Селезнёв               |
| 1760               | Василий Григоров                        |
| 1770               | Авдей Фомич Рукомойкин                  |

### Городские головы по «Положению 1772 года»

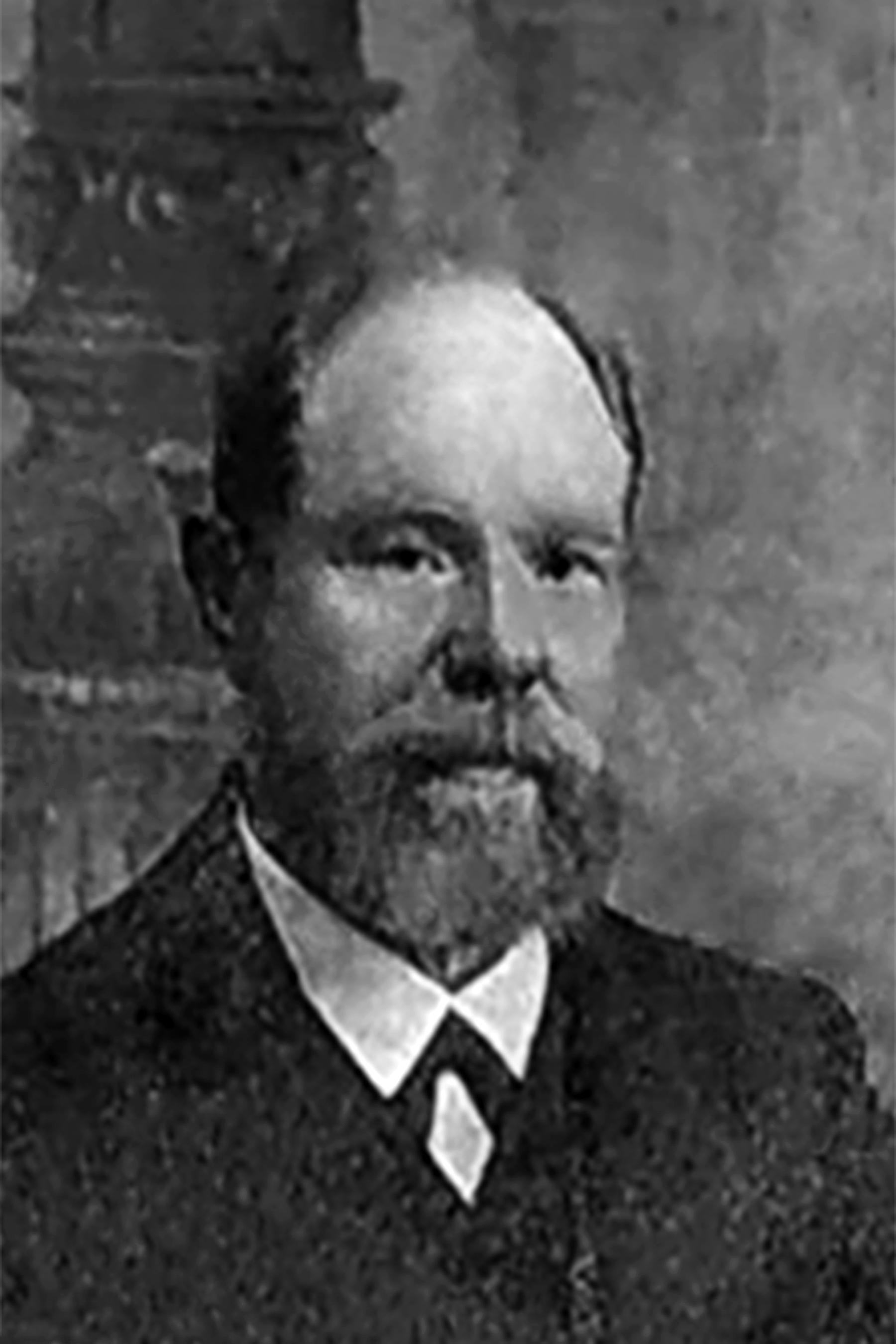
Дмитрий Лебедев (≈1915 г.)

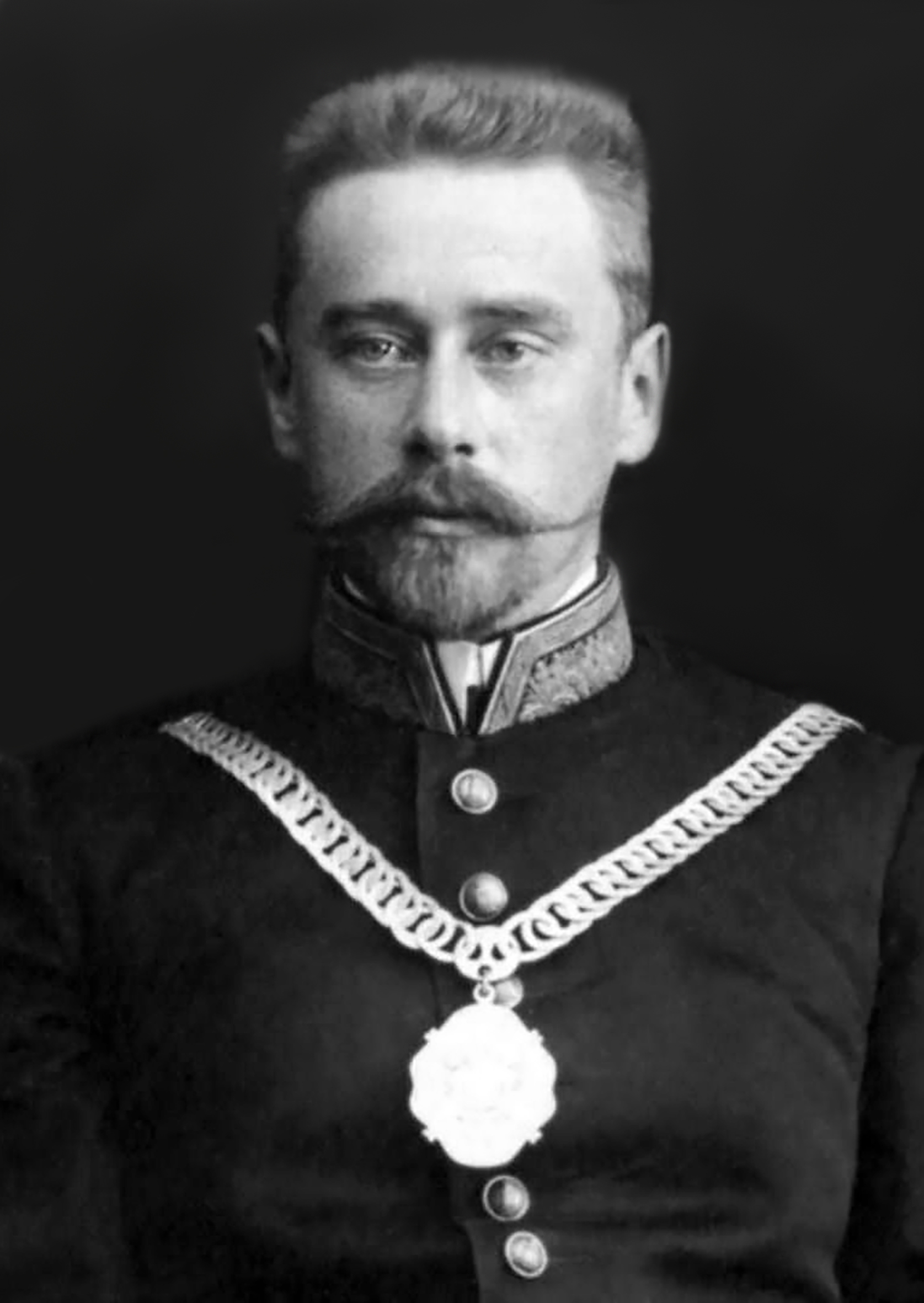
Николай Ребиндер (1910 г.)

| Годы            | Городской голова                                   |
| --------------- | -------------------------------------------------- |
| 1774            | Мартын Парфеньевич Северов                         |
| 1777            | Алексей Родионович Суворов                         |
| 1779—1780       | Авросим Семёнович Пыпкин                           |
| 1791—1793       | Антон Иванович Дружинин                            |
| 1794—1796       | Афанасий Савин                                     |
| 1797—1799       | Василий Алексеевич Савин                           |
| 1800—1802       | Фома Онуфиевич Савин                               |
| 1803—1805       | Михаил Мосягин                                     |
| 1806—1811       | Кондратий Алексеевич Савин                         |
| 1812            | Кузьма Фомич Карпов (или Корольков)                |
| 1813—1814       | Алексей Авдеевич Рукомойкин                        |
| 1818—1820       | Кондратий Алексеевич Савин, Фёдор Петрович Мосягин |
| 1821—1823       | Кондратий Алексеевич Савин                         |
| 1824—1829       | Терентий Степанович Глазухин                       |
| 1830—1833       | Фёдор Петрович Мосягин                             |
| 1834—1835       | Демид Захарович Пономарев                          |
| 1837—1838, 1845 | Степан Кондратьевич Савин                          |
| 1839—1841       | Илья Петрович Шишкин                               |
| 1842—1844       | Фёдор Петрович Мосягин                             |
| 1843—1844       | Прохор Макарович Лавырев                           |
| 1844—1847       | Василий Афанасьевич Савин                          |
| 1847—1848       | Илья Петрович Шишкин                               |
| 1848—1850       | Степан Кондратьевич Савин второй                   |
| 1851—1873       | Фёдор Кондратьевич Савин                           |
| 1873            | Пётр Петрович Дружинин                             |
| 1873—1877       | Алексей Михайлович Мосягин                         |
| 1877—1885       | Матвей Матвеевич Савин                             |
| 1885—1891       | Степан Алексеевич Мосягин                          |
| 1898-1908       | Дмитрий Алексеевич Лебедев                         |
| 1909-1914       | Ребиндер Николай Николаевич                        |

## Транспорт
Железнодорожная станция Осташков 3 класса на линии Соблаго — Бологое-Московское, открыта в 1907 году на Бологое-Седлецкой железной дороге. Ранее действовала узкоколейная железная дорога Осташковского торфопредприятия.
По субботам поезд Бологое-Великие Луки ходит на паровозной тяге для дополнительного привлечения туристов.
Городской автовокзал расположен рядом с железнодорожным на Привокзальной улице. От автовокзала регулярно отправляются рейсы в населённые пункты района и области, а также в города Москва, Тверь, Торжок, Ржев, Андреаполь.
Городской общественный транспорт представлен двумя автобусными маршрутами:
- Вокзал — Кожзавод
- Кожзавод — Рудины

## Достопримечательности
- К северу от Осташкова расположен мужской монастырь Нило-Столобенская пустынь (действует).
- Житенный женский монастырь (действует) с Иоанновским храмом и Смоленским собором.
- Вознесенский (1742) и Воскресенский (1689) соборы.
- Краеведческий музей (1889)
- Троицкий храм (1697) и Преображенская колокольня (1789).
- Пожарная каланча, федеральный памятник архитектуры.
- Памятник партизанам (1958).
- Памятник Юрию Гагарину.

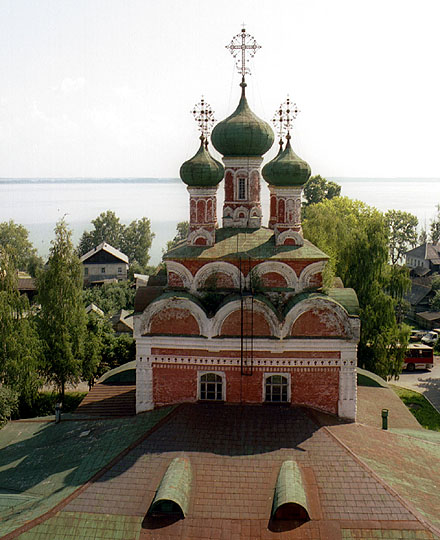
Собор Троицы Живоначальной (1697)
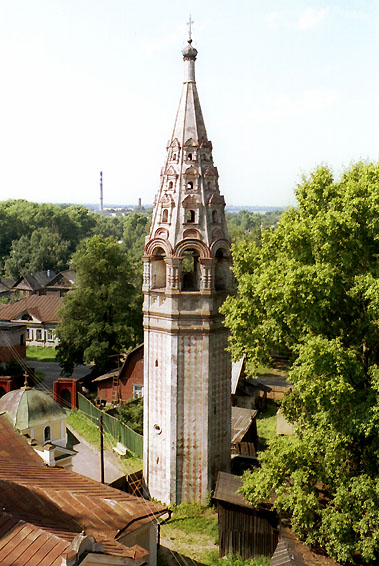
Колокольня Воскресенской церкви (1677—89)
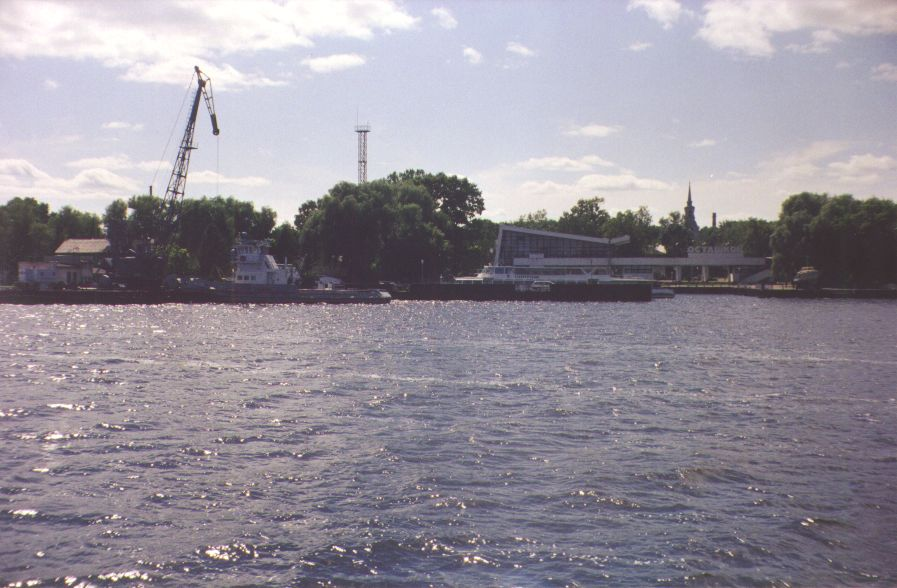
Пристань
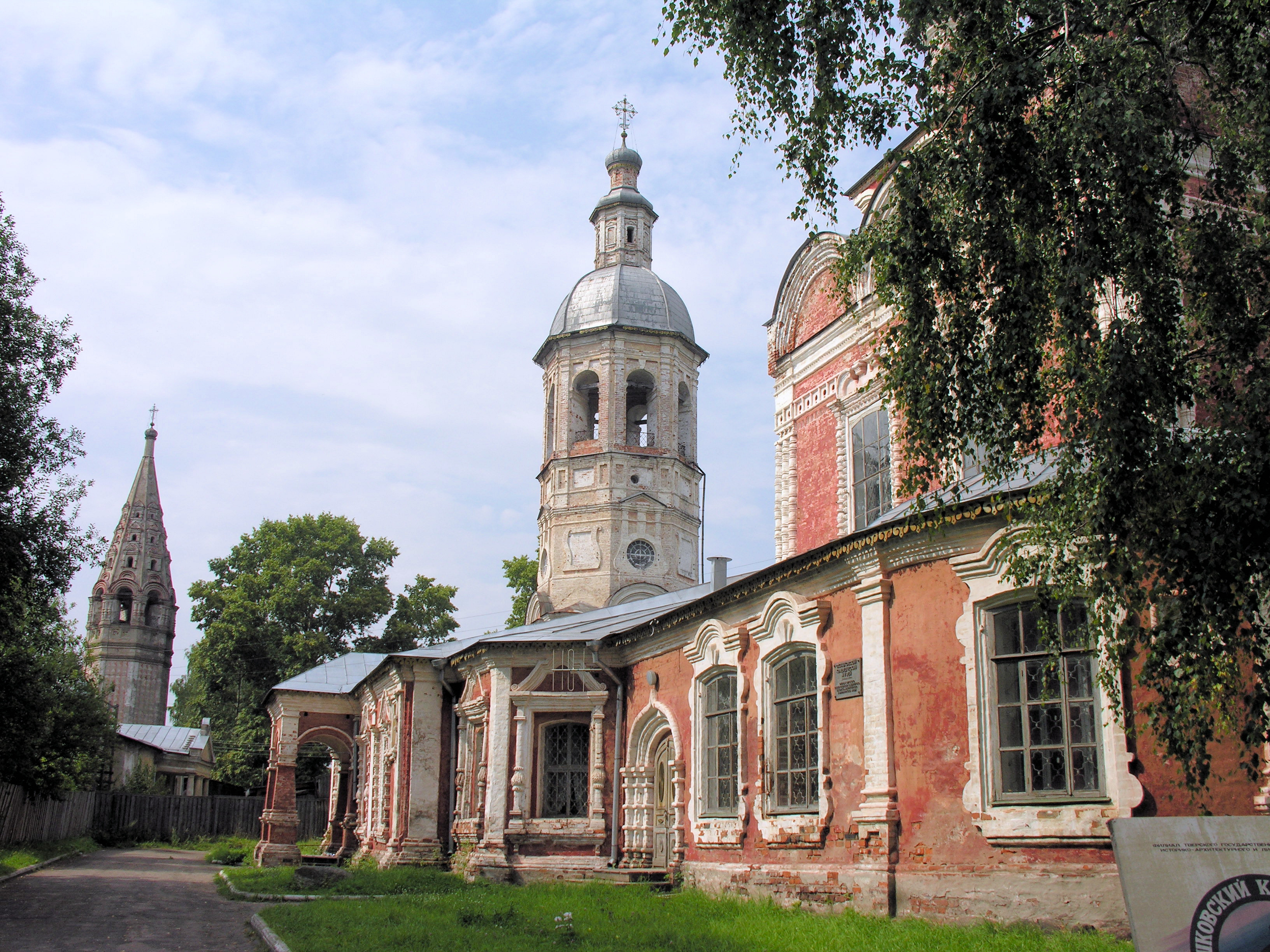
Краеведческий музей
Памятник Гагарину
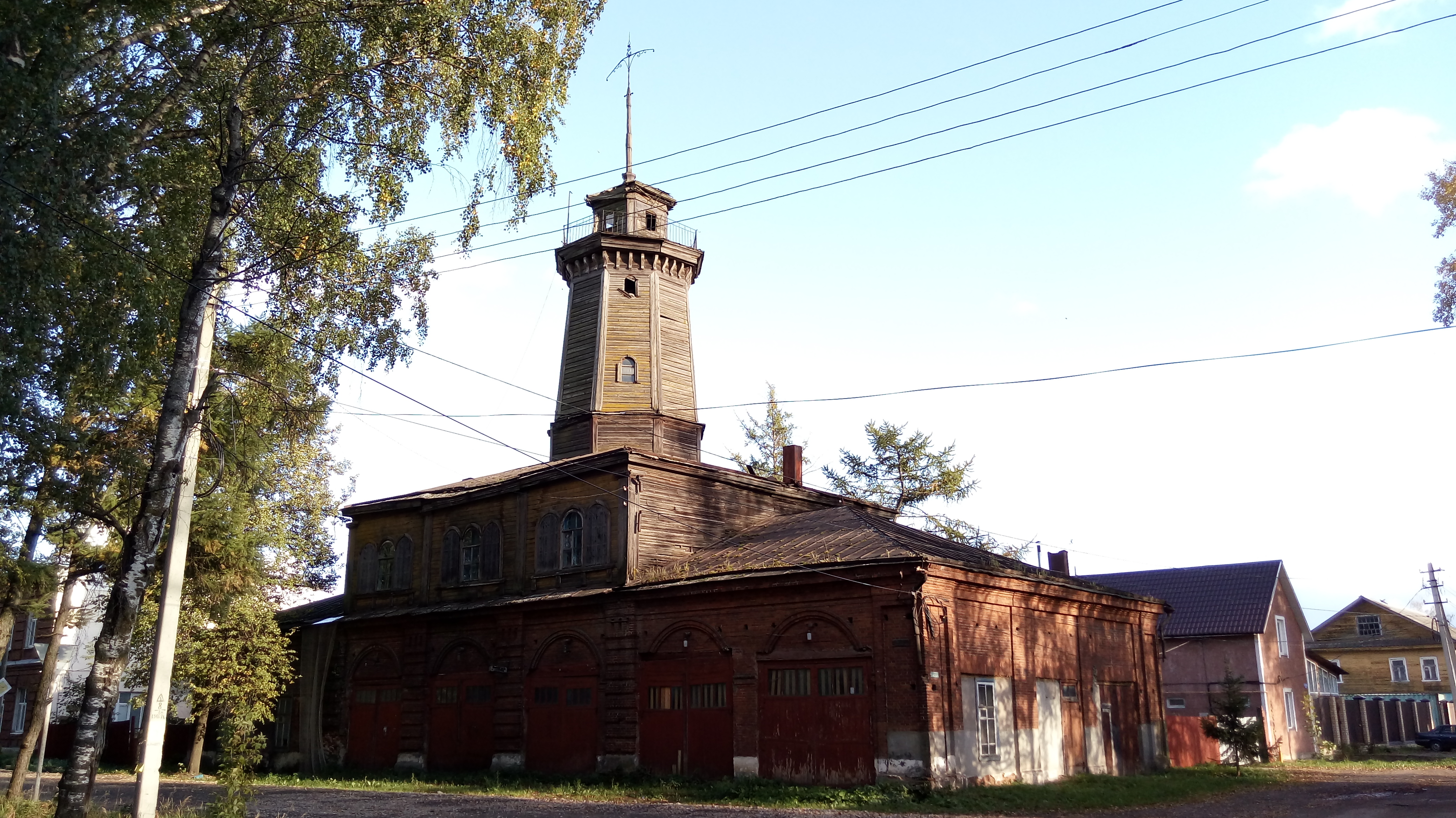
Пожарное депо с каланчой
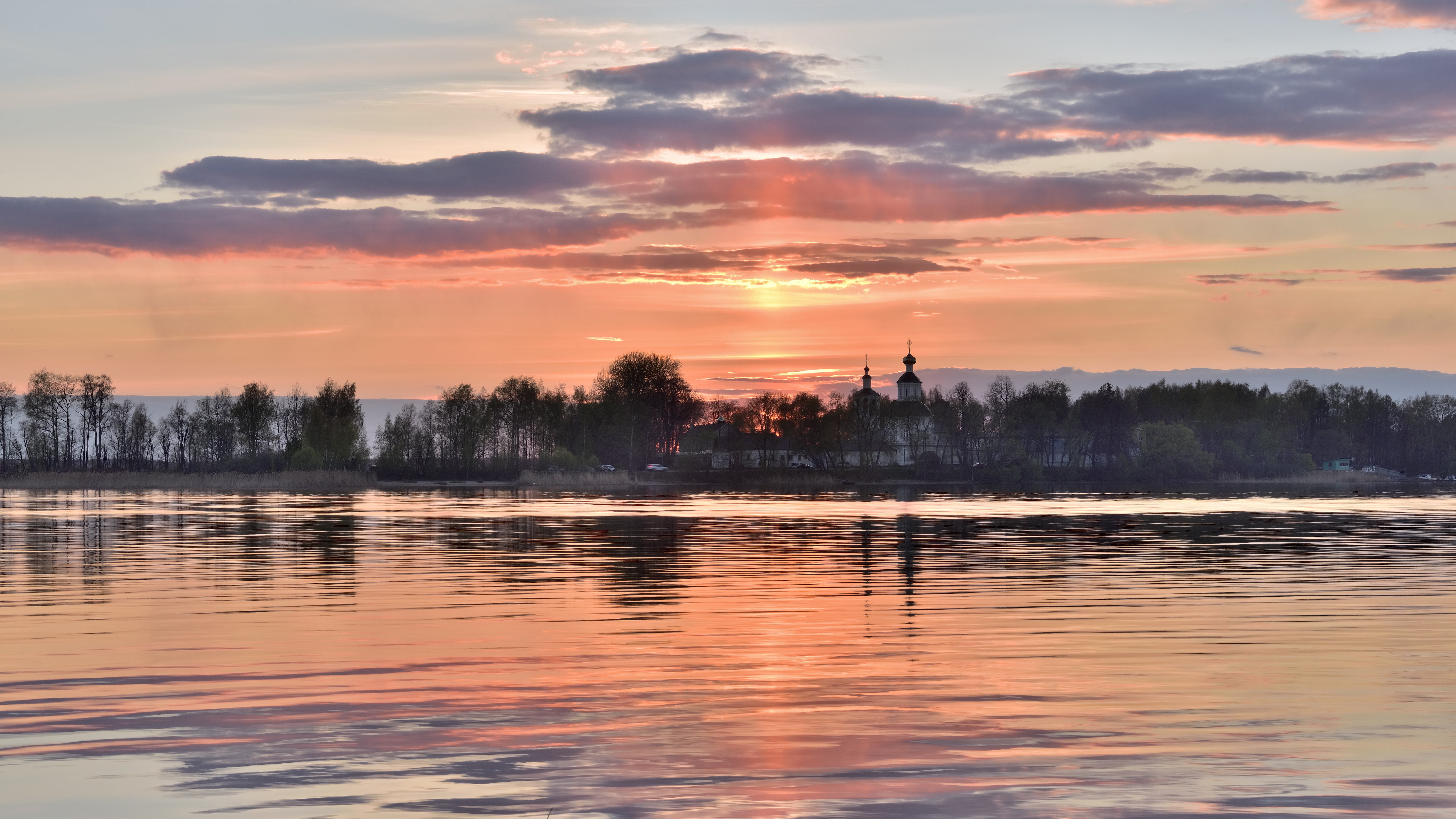
Весенний закат над озером Селигер и Богородицким женским монастырём
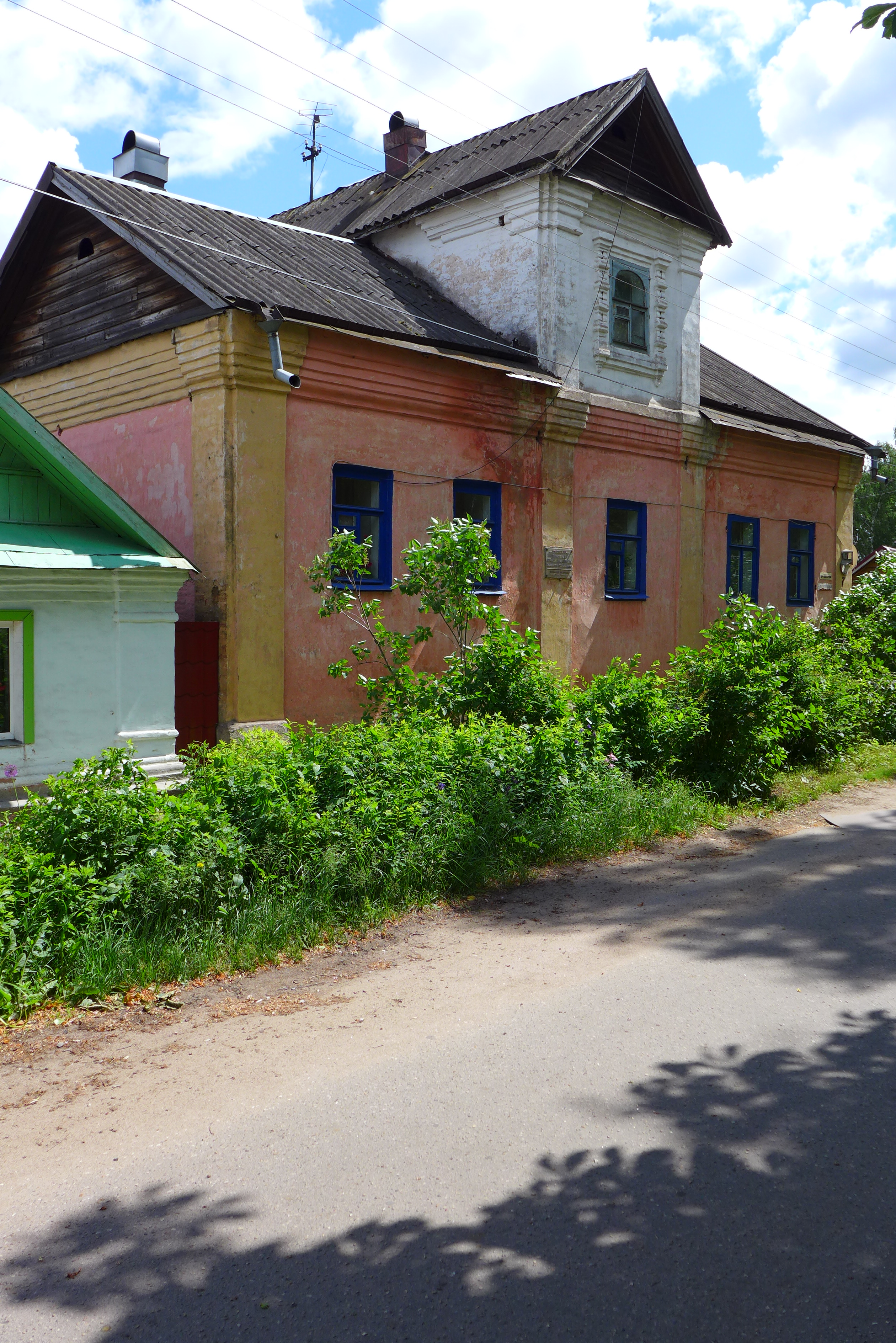
«Дом воеводы» (нач. XVIII в.), одно из первых каменных зданий Осташкова
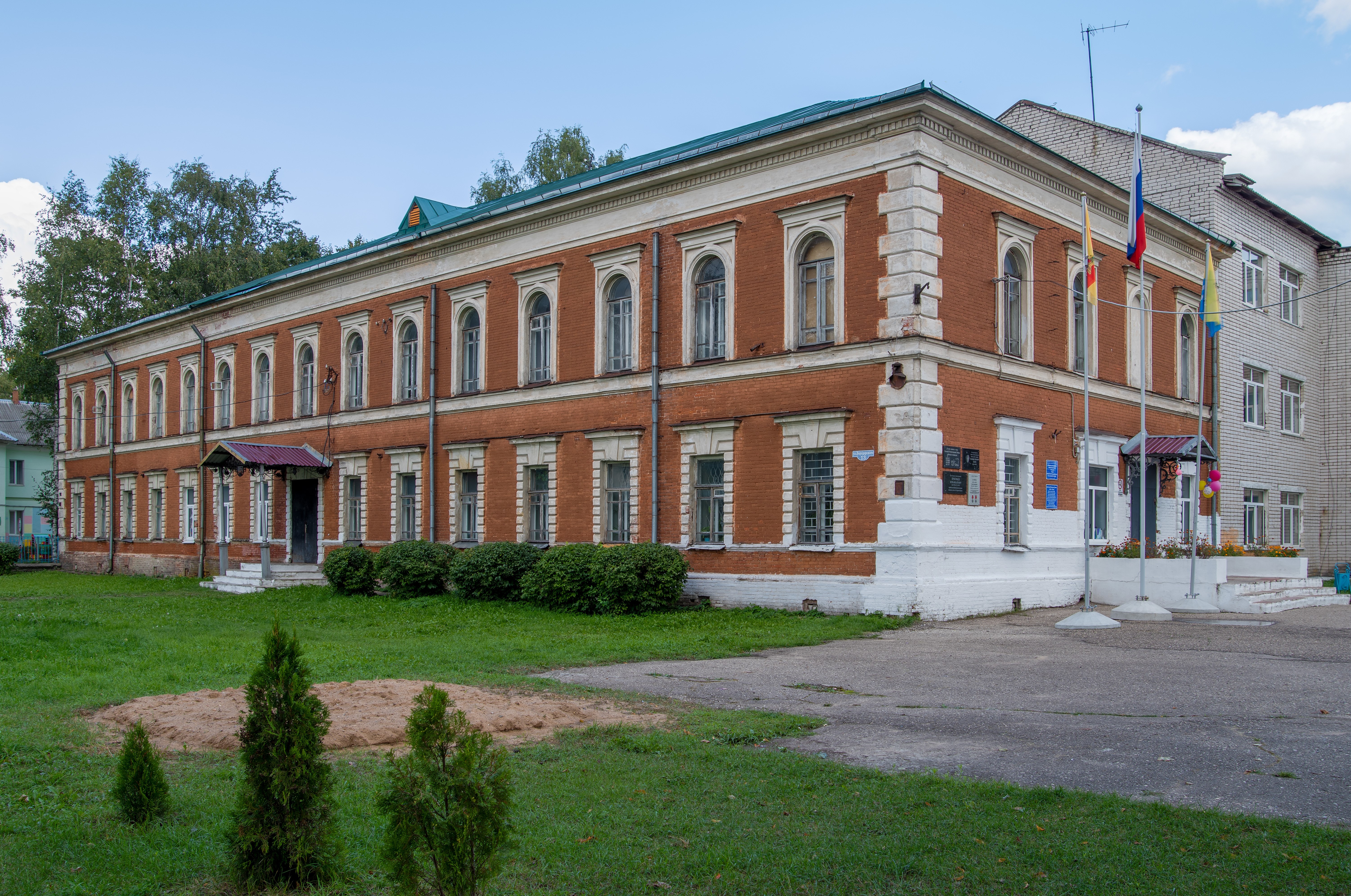
Здание женской прогимназии (1857 г.), ныне школа №1

## Люди, связанные с городом
- Леонтий Магницкий (1669—1739) — русский математик, педагог, автор «Арифметики, сиречь науки числительной» — первого в России учебного пособия по математике. Родился в Осташкове[10].
- Семён Лобанов — математик, педагог, преподаватель математики в Московском университете и в Сухопутном кадетском корпусе[10].
- Анна Толстая (в постриге — Агния) (1793—1886) — игуменья Осташковского Знаменского монастыря.
- Василий Болотов (1854—1900) — русский востоковед и церковный историк. Член-корреспондент Императорской Академии наук (1893). Доктор церковной истории (1896).
- Рясенский Нил Фёдорович — священник.
- Нил Коновалов (1895—1986) ― советский учёный-лесовод, доктор биологических наук, профессор, заслуженный лесовод Российской Федерации, внёсший большой вклад в развитие лесного комплекса страны[63]; родился в Осташкове.
- Владимир Адрианов (1875—1938) — русский военный картограф, конструктор компаса, художник, автор рисунка герба СССР.
- Константин Заслонов — командир партизан во время Великой Отечественной войны, организатор диверсий на железных дорогах, герой Советского Союза (посмертно); уроженец Осташкова[64].